# Commandeur des croyants
« Émir des croyants » et « miramolin » redirigent ici. Pour les autres significations, voir commandeur et émir.
 (mars 2013).
Si vous disposez d'ouvrages ou d'articles de référence ou si vous connaissez des sites web de qualité traitant du thème abordé ici, merci de compléter l'article en donnant les références utiles à sa vérifiabilité et en les liant à la section « Notes et références ».
Le commandeur des croyants,,, (en arabe : أمير المؤمنين / amīr al-mu‘minīn , mot pour mot prince des croyants, latinisé comme miramolinus, d'où en français aussi miramolin) est un titre représentant un chef de musulmans.

## Historique

### Chez les sunnites
Chez les sunnites, le titre de commandeur des croyants (amīr al-mu‘minīn) est donné a posteriori aux « Rachidoune » (en arabe : خلفاء راشدون, al-Khulafā’u r-Rāshidūn) c'est-à-dire aux premiers califes qui succèdent au prophète de l'islam Mahomet à partir de 632. Ce titre semble apparaître au milieu du Ier siècle de l'Hégire. Un des premiers cas est l’inscription du barrage de Muʿâwiya (58/677). Si la tradition fait d'Abou Bakr As-Siddiq le premier à porter ce titre, un graffito de 644-645 ne lui donne ni le titre de calife (khalîfa), ni celui de Commandeur des croyants. Sur les monnaies, le titre semble avoir été introduit par le calife Muʿāwiya et on la trouve, par exemple, sur une monnaie de 674.

### Chez les chiites
Chez les chiites, le titre de commandeur des croyants est donné au cousin et gendre du prophète, Ali, qui pour les chiites est le premier imam infaillible. Les autres imams n'ont pas le droit à ce titre. Les théologiens chiites rapportent un hadîth, où un homme est allé questionner le sixième imam Ja'far al-Sâdiq en lui donnant le titre de « Amir le Mouminin » ; la tradition chiite rapporte que l'imam le reprend pour lui indiquer que seul Ali est le prince des croyants.

### Politique selon les pays
Selon la Constitution du Maroc, le roi Mohammed VI est aussi Commandeur des croyants. Ce titre est aussi revendiqué à partir de juin 2014 par Abou Bakr al-Baghdadi (mort en 2019), chef de l'État islamique en Irak et en Syrie, ainsi que par le chef des talibans, le mollah Haibatullah Akhundzada, à la suite de ses prédécesseurs (ce titre étant reconnu par Al-Qaïda).